# Pristimera longipetiolata
Pristimera longipetiolata är en benvedsväxtart som först beskrevs av Daniel Oliver, och fick sitt nu gällande namn av N. Hallé. Pristimera longipetiolata ingår i släktet Pristimera och familjen Celastraceae. Inga underarter finns listade.